# Happy Xmas (War Is Over)
Happy Xmas (War Is Over) (lett. "Buon Natale (La guerra è finita)") è un brano musicale interpretato da John Lennon e composto dallo stesso musicista britannico e dalla moglie Yōko Ono nel 1971.

## Descrizione

### Genesi della canzone
Nel 1971 John Lennon e Yōko Ono scrissero la canzone, traendo spunto da un vecchio brano folk, e la incisero ai Record Plant East Studios di New York il 28 e 29 ottobre di quell'anno, sotto la produzione di Phil Spector. Il brano è nato come canzone di protesta contro la guerra in Vietnam ed è, successivamente, diventato tra i più noti classici natalizi.
La melodia del brano è tratta dallo standard folk Stewball.
Il pezzo fu accreditato alla Plastic Ono Band assieme allo Harlem Community Choir, che partecipò all'incisione pubblicata negli Stati Uniti in concomitanza con le festività natalizie del 1971 e, l'anno successivo, in Europa. Lennon compose il pezzo all'inizio dello stesso mese, registrandone anche una versione demo con il testo ancora incompleto, soprattutto nella contro-melodia che utilizzava il sottotitolo, che era in effetti uno slogan usato per una sua campagna per la pace della fine del 1969.
All'inizio del brano, Lennon e la Ono augurano un buon Natale ai loro figli, rispettivamente Julian e Kyoko, dai quali all'epoca vivevano separati.

### La fonte di ispirazione:Stewball
Nonostante, col passar degli anni, il brano sia diventato una delle canzoni più facilmente assimilabili a Lennon anche dal punto di vista più melodico, per la composizione del brano John e Yōko si ispirano al vecchio brano folk tradizionale Stewball interpretato in passato da numerosi artisti come Woody Guthrie, Peter, Paul & Mary (all'inizio degli anni sessanta) e, in seguito, anche dagli Hollies nel '69. Si tratta di una tipica canzone-racconto circa un cavallo da corsa che beve sempre troppo vino, conosciuta anche con il titolo Go 'Way F'om Mah Window, con qualche modifica nel testo. Il musicologo Peter van den Merwe descrive la canzone come un "canto di lavoro" dei neri americani con parole provenienti dalla Gran Bretagna, "derivante rispettivamente dalla ballata The Noble Skewball con un nuovo testo di epoca elisabettiana intitolato Go Away from My Window". Il suo andamento blueseggiante e la struttura a triadi, egli annota, proverebbero che il pezzo tragga le sue origini della musica dei neri.

## Pubblicazione
Il brano fu pubblicato come singolo negli Stati Uniti il 6 dicembre 1971 su etichetta Apple, con Listen, the Snow is Falling (scritta da Yōko) sul lato B. Nel Regno Unito e nel resto d'Europa, fu distribuito solo il 6 novembre 1972 e le prime copie erano in vinile verde; dopo la morte di Lennon fu ripubblicato il 20 dicembre 1980, raggiungendo la seconda posizione nelle classifiche britanniche all'inizio del gennaio successivo.
Anche negli anni successivi alle pubblicazioni ufficiali, in occasione del Natale, il brano è più volte entrato nella classifica britannica. In seguito è stato edito sulle raccolte Shaved Fish (1975), John Lennon Anthology (1994), Lennon Legend (1997), The U.S. vs. John Lennon (2006) – colonna sonora del documentario U.S.A. contro John Lennon – e Gimme Some Truth (2020).

### Video musicali
Il primo video musicale per Happy Xmas (War Is Over) apparve su The John Lennon Video Collection, pubblicato su VHS nel 1992, corrispondente alla ristampa del 1989 di The John Lennon Collection. Consisteva in immagini di "War Is Over" di Lennon e Ono del 1969, campagna-cartellone e fotografie della coppia stessa e del loro figlio Sean di fine anni settanta, intervallate da un ensemble corale maschile che canta insieme alla voce originale dello Harlem Community Choir.
Nel 2003, fu creato un nuovo video per la versione rimasterizzata 5.1 del brano per il DVD Lennon Legend: The Very Best of John Lennon. Essa ha oltre 24 milioni di visualizzazioni du YouTube.
- Video musicale ufficiale, su YouTube. URL consultato il 23 settembre 2024.

## Formazione
- John Lennon – voce, pianoforte
- Yōko Ono – voce
- Teddy Irwin, Hugh McCracken, Chris Osbourne, Stuart Scharf, John Lennon – chitarre
- Nicky Hopkins – pianoforte, glockenspiel
- Jim Keltner – batteria
- Harlem Comunity Choir, May Pang – cori

Alcune fonti hanno menzionato Klaus Voormann al basso, che però non è potuto essere presente a causa di un ritardo del suo volo. La sua parte di basso fu eseguita da uno dei quattro chitarristi presenti.

## Cover
Divenuto un grande classico natalizio, il brano è stato ripreso da innumerevoli artisti che ne hanno fatto una personale cover: tra le principali, spiccano la versione di Neil Diamond (1992) e quella di Céline Dion (1998).
La band gallese The Alarm ha proposto una rielaborazione della canzone nel 1990, accreditata come Happy Christmas (War Is Over) nel proprio album Standard; come pure la versione di Diana Ross, inserita nel suo album natalizio A Very Special Season del 1994..
Nel 2003, è stata realizzata una cover da Delta Goodrem, inserita come b-side del singolo, cambiando però la frase war is over con let the war be over e dai Moody Blues nel loro album December.
L'anno successivo, i Polyphonic Spree ne hanno invece realizzato una versione orchestrale.
Nel 2006 è stata ripresa da Sarah McLachlan per il suo album Wintersong.
In Italia la canzone è stata ripresa dai Pooh, che ne hanno fatto una versione a quattro voci contenuta in una raccolta natalizia di cover nel 1983, Natale con i tuoi..., e successivamente inclusa in varie raccolte del gruppo; inoltre è stata incisa da Irene Grandi e da Cristina D'Avena per i loro rispettivi album natalizi, Canzoni per Natale (2008) e Magia di Natale (2009), ed eseguita da Elisa e Tiziano Ferro, ma solo in occasione del concerto Natale in Vaticano. Nel 2011, il cantautore Simone Tomassini ha fatto una rivisitazione completamente rock del brano. Nel 2013 il cantante Valerio Scanu ha inciso il brano per il suo primo album dal vivo, Valerio Scanu Live in Roma. Una cover di questo brano è stata incisa da Raffaella Carrà contenuta nel disco di canzoni natalizie Ogni volta che è Natale (2018).
Altre versioni sono state realizzate da Andy Williams, i Beatallica, gli Helix, Sarah Brightman, i Maroon 5, gli U2, Jessica Simpson, i Fray, gli NSYNC e i Marillion.